# Диборид молибдена
Диборид молибдена — неорганическое соединение металла молибдена и бора с формулой MoB2,
серые кристаллы,
не растворимые в воде.

## Получение
- Нагревание в атмосфере водорода молибдена и бора:

{\displaystyle {\mathsf {Mo+2B\ {\xrightarrow {1500-1600^{o}C}}\ MoB_{2}}}}
- Нагревание в атмосфере водорода молибдена и смеси оксида и карбида бора:

{\displaystyle {\mathsf {7Mo+B_{2}O_{3}+3B_{4}C\ {\xrightarrow {2000^{o}C}}\ 7MoB_{2}+3CO}}}

## Физические свойства
Диборид молибдена образует серые кристаллы
гексагональной сингонии,
пространственная группа P 6/mmm,
параметры ячейки a = 0,305 нм, c = 0,3113 нм.
Не растворяется в воде.